# Les Histoires bizarres du professeur Zarbi
 (février 2020).
Si vous disposez d'ouvrages ou d'articles de référence ou si vous connaissez des sites web de qualité traitant du thème abordé ici, merci de compléter l'article en donnant les références utiles à sa vérifiabilité et en les liant à la section « Notes et références ».
Les Histoires bizarres du professeur Zarbi est une série télévisée d'animation pour adultes québécoise en 54 épisodes, créée par Michel Beaudet, diffusée depuis l'automne 2019 dans le bloc de programmation Télétoon la nuit sur Télétoon. La série est aussi diffusée sur le site des auteurs et sur leur chaine YouTube.

## Synopsis
Spécialiste des phénomènes paranormaux, le professeur Zarbi accompagné de son jeune assistant Benjamin, se fait un devoir de résoudre les conflits entre le monde des humains et celui de l’occulte. Ses interventions dégénèrent toujours en de rocambolesque et loufoques aventures dans l’univers du surnaturel avec humour et absurde.

## Production
La série fait incursion dans le monde du surnaturel, elle a été conçue grâce à des techniques d’animation avancées qui donnent un produit de haute qualité.
Elle s’inscrit également dans la continuité des Têtes à claques et certains personnages de cette série font des apparitions en tant que personnages secondaires ou principaux dans certains épisodes. Les personnages et les décors mettent en scène des histoires et des légendes connues qui prennent un tournant différent dans la série d’animation.

## Personnages

### Personnages principaux
- Professeur Ernest Zarbi: Scientifique excentrique au crâne dégarnie et passionné par le paranormal. Le professeur Zarbi vient en aide à chaque personne ayant besoin de ses services liés au surnaturel. Il est assez vantard, se surnommant "L'incroyable Professeur Zarbi". Il est révélé dans l'épisode Un Noël complètement Zarbi, qu'il a perdu ses cheveux après avoir porté trop longtemps le bonnet magique du Père Noël. Quand il est surpris, il sort généralement sa phrase fétiche: "Par les poils de fesses d'Anubis".
- Benjamin: Assistant du professeur Zarbi. C'est un adolescent en surpoids très gourmand et assez maladroit, mais qui s'avère souvent être d'une grande aide au Professeur Zarbi.

### Personnages secondaires

#### Personnages récurrents
- Rosaline: Mère du professeur Zarbi. Il lui arrive de se retrouver embarquée dans les aventures de son fils. Elle perd constamment son dentier ce qui lui arrive dans un episode ou elle touche un miroir maléfique.
- Sandra: Mère de Benjamin. Elle apparait dans le tout première épisode où elle se retrouve possédée par une entité démoniaque. Elle revient dans l'épisode 26 où elle exprime son désaccord avec le Professeur Zarbi qui, selon elle, donne un très mauvais exemple à son fils.

#### Personnages desTêtes à claques
Comme la série se déroule dans la continuité des Têtes à claques, certains personnages de la série apparaissent en caméo, ou en tant que personnages secondaires.
- Monique et Lucien: Couple marié aux goûts divergents. Ils apparaissent dans l'épisode 10, où Lucien manque de mourir après avoir fait tomber sa télé dans la baignoire, son corps se retrouve alors possédé par l'âme de Michael Jackson, Monique demandera alors au Professeur Zarbi de ramener son mari, quitte à aller le chercher dans l'au-delà.

- Les Blaireaux de Ste-Thérèse: Équipe de hockey connue pour ses joueurs ultra-violents, notamment leur meilleur joueur Turcotte. Le professeur Zarbi et Benjamin en sont fans. Dans l'épisode 15, leur coach demande au professeur Zarbi de trouver l'origine d'un mauvais sort qui s'acharne sur son équipe.

- Général Hébert: Général de l'armée canadienne connu pour son grand amour pour la guerre et la violence. Dans l'épisode 11, il aide le professeur Zarbi à arrêter Benjamin, transformé en blob vorace par un organisme extra-terrestre. Dans l'épisode 27, il cherche à capturer Goglu l'extra-terrestre pour utiliser ses connaissances et se créer un nouvel armement.

- Le commandant Pichette et son copilote: Pilotes d'avion du vol DC-132, Pichette prend très à cœur son métier et est du genre à s'attribuer le beau rôle et critiquer son copilote. Ils font une courte apparition dans l'épisode 22, où ils heurtent un démon employé de Udevil accidentellement. Dans la saison 2, ils aident le professeur Zarbi, Benjamin et Nosferatu à infiltrer la station spatiale des vampires.

- Gaetan: Homme banal constamment victime des mauvaises farces de ses deux voisins Gabriel et Samuel. Dans l'épisode 37, il assiste à leur enlèvement par un clown maléfique lui ressemblant comme deux gouttes d'eau, il demandera l'aide au professeur Zarbi pour les retrouver.

- Gabriel et Samuel: Voisins de Gaetan, ils adorent lui faire des farces, très souvent de mauvais goût. Dans l'épisode 37, ils sont enlevés par un clown maléfique ressemblant comme deux gouttes d'eau à leur voisin.

## Liste des épisodes

### Saison 1
1. L'exorciste (Parodie du film L'exorciste)
2. Girgu
3. Les 7 plaies de Coaticook
4. Le Big Jumbo à Nino
5. Franky
6. Incroyable mutant
7. Appel mortel
8. Les Mistigris
9. Le lutteur de l'enfer
10. Confusion dans l'au-delà
11. Le blob (Parodie de Le Blob)
12. La secte de la patate
13. Oiseau de malheur
14. Le voleur invisible (Parodie du Seigneur des Anneaux)
15. Sortilège sur glace
16. Carine (Parodie de Carrie et Twilight)
17. Karabasan
18. Le collectionneur de stars
19. Ketchup Hellz
20. L'arcade de l'espace
21. Terreur à la ferme
22. La chasse galerie
23. Camping sans bon sang (Parodie de La Mouche)
24. Coup de foudre
25. La coconut magique
26. Le Terminator (Parodie de Terminator)
27. Goglu appelle maison (Parodie de E.T l'Extraterrestre)
28. Terminus Nabiru
29. La boîte de Pandore
30. Le crayon magique
31. Le labyrinthe
32. Le Lucky Cat (Parodie de Kill Bill)
33. Parasite cosmique (Parodie de The Thing)
34. Magique et dangereux (Parodie de Fast & Furious)
35. Painocchio (Parodie de Pinocchio)
36. La revanche de Kenstein (Parodie de Godzilla)
37. Le clown (Parodie de Ça)
38. Match parfait
39. Krampus
40. Un Noël complètement Zarbi
41. Le miroir maléfique
42. Révolution animale
43. Le vieux génie
44. Jeu d'évasion (Parodie de Saw)

### Saison 2
1. Opération Éclipse (Parodie de Star Wars)
2. Le seigneur des égouts (Parodie du Seigneur des anneaux et des Tortues Ninja)
3. Bébé mystère (Parodie de Matrix)
4. Les petits monstres (Parodie de Monstres et Cie et Stargate)
5. Fantastique Parc (Parodie de Jurassic Park)
6. La Belle au Boa dormant (Parodie des contes des frères Grimm)
7. Hôtel Stanley (Parodie de Shining (le nom de l'hôtel fait d'ailleurs référence à celui dans lequel Stephen King a imaginé son roman, et qui est célèbres pour ses supposées hantises) et de la légende du Wendigo.)
8. Mélusine
9. Démon Armageddon Partie 1
10. Démon Armageddon Partie 2